# Murtaya Sports Cars
Murtaya Sports Cars Limited war ein britischer Hersteller von Automobilen.

## Unternehmensgeschichte
Andrew David White, Benjamin Arthur White und Graham Allin Codling gründeten am 8. April 2010 das Unternehmen in Exeter in der Grafschaft Devon. Sie übernahmen ein Projekt von Adrenaline Motorsport und begannen mit der Produktion von Automobilen und Kits. Der Markenname lautete Murtaya. 2013 endete die Produktion. Am 6. August 2013 wurde das Unternehmen aufgelöst.
Insgesamt entstanden etwa zwölf Exemplare.

## Fahrzeuge
Das erste Modell war der Murtaya. Dies war ein zweisitziger Roadster. Ein Boxermotor vom Subaru Impreza trieb die Fahrzeuge an.
Eine Weiterentwicklung war der 2011 vorgestellte Fulgara RTS, der nur etwa zwei Käufer fand.